# Samuel Rachel

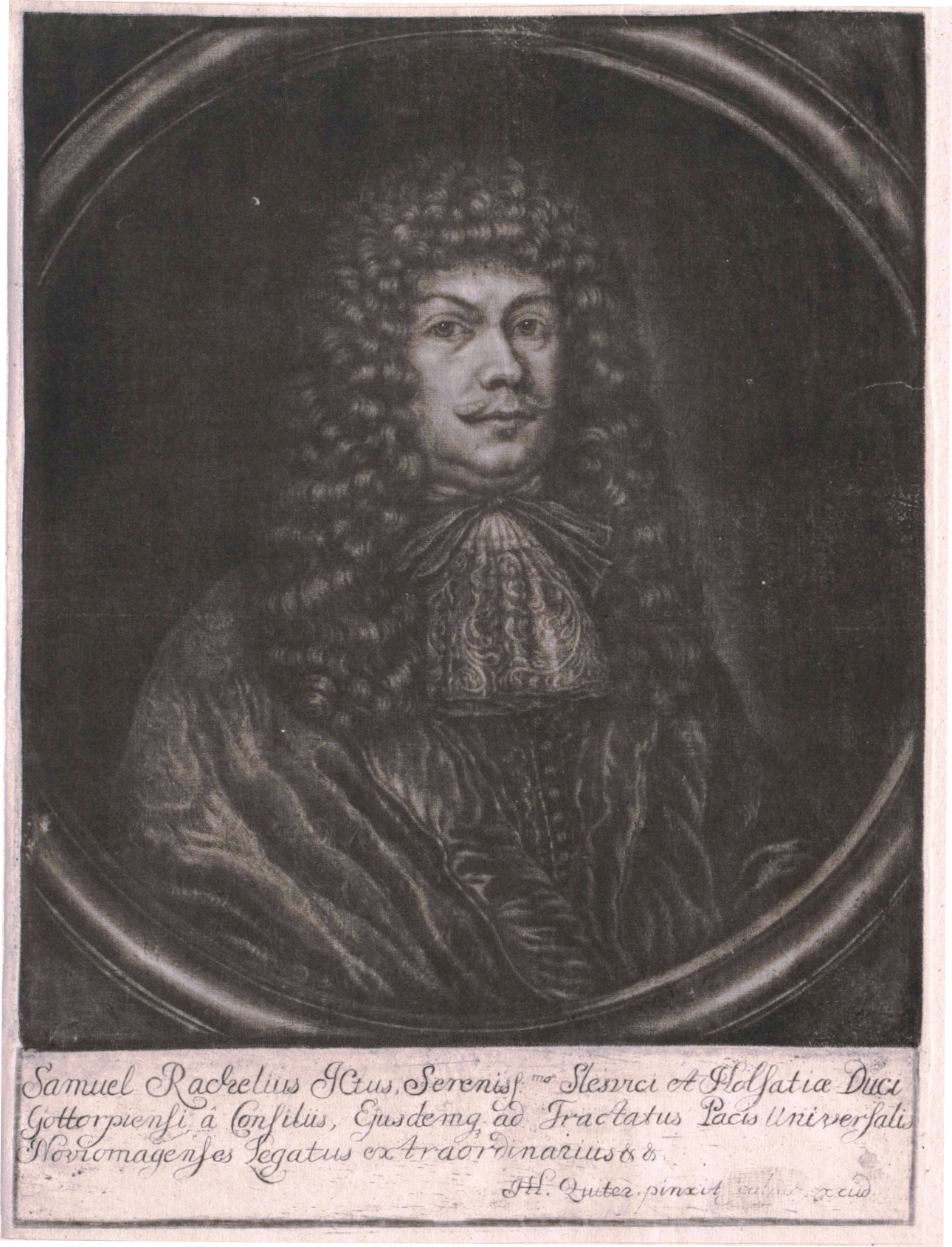
Samuel Rachelius

Samuel Rachel (auch: Rachelius; * 6. April 1628 in Lunden; † 13. Dezember 1691 in Friedrichstadt) war ein deutscher Rechtswissenschaftler, Bibliothekar und Diplomat.

## Leben
Samuel Rachel war der Sohn des Predigers in Lunden Moritz Rachel (* 1594; † 5. Januar 1637) und dessen Frau Magarethe Tetens. Er besuchte 1635 die Lateinschule in Husum und 1637 die Gelehrtenschule in Bordesholm. Hier erlebte er die Zeit des Dreißigjährigen Krieges und musste seine Ausbildung kurzzeitig am Johanneum in Hamburg fortsetzen. Wieder nach Bordesholm zurück, beendete er dort seine gymnasiale Ausbildung. Er bezog im Juni 1648 die Universität Rostock, wo er anfänglich ein theologisches Studium verfolgen wollte. Später entschied er sich jedoch, ein Studium der Rechtswissenschaften zu absolvieren. 1651 setzte er sein Studium an der Universität Leipzig und der Universität Jena fort.
Im Anschluss an sein Studium verdiente er sein Geld zunächst als Hauslehrer, war dann Lehrer in Bordesholm und ein Jahr später wieder Hauslehrer in Halberstadt. Seine Zöglinge begleitete er an die Universität Helmstedt, wo er unter anderem Hermann Conring und Georg Calixt kennenlernte. 1658 erhielt er eine Stelle als Professor der Ethik in Helmstedt. Bei der Gründung der Universität Kiel berief ihn Christian Albrecht von Schleswig-Holstein-Gottorf zum Professor des Natur und Völkerrechts an der juristischen Fakultät und zudem als Bibliothekar der Kieler Universitätsbibliothek. Am 22. Januar 1666 promovierte er zum Doktor der Rechte. 1668 in die zweite juristische Professur und nahm ab 1677 diplomatische Aufgaben seines Dienstherrn wahr.
1680 gab er seine Kieler Professur auf und lebte fortan als Staatsmann. Er wurde vielfach zu verschiedenen diplomatischen Aufgaben verwendet. So war er zum Beispiel 1678 in Nimwegen und 1680 wurde er zum Staller von Eiderstedt ernannt. 1684 musste er dem vom König eingesetzten Staller weichen, übernahm inzwischen Gesandtschaftsreisen nach Dresden, Regensburg, Nürnberg etc. Nach dem Altonaer Vergleich konnte er 1689 wieder sein Amt als Staller antreten, in dem er dann bis an seinen Tod verblieb.

## Familie
In erster Ehe war er am 2. Oktober 1660 mit Catharina Ursula (* 13. Januar 1627 in Sierße; † 25. August 1667 in Kiel; begr. 30. August in der Nikolaikirche Kiel), der Tochter des Amtmanns in Poppenburg und Lauenau Johannes Rothschröder und dessen Ehefrau Anna Catharina, die Tochter des Kämmers in Wolfenbüttel und Amtmann in Lichtenberge Henrich Brödersen und der Juliana Hasenfuß, verheiratet. Aus dieser Ehe stammen drei Söhne und eine Tochter.

## Wirken
Als Professor ist er vielfach schriftstellerisch tätig gewesen. Außer einer Reihe akademischer Disputationen erschienen von ihm diverse Lehrbücher. Auf Grund der Streitigkeiten seines Dienstherrn Christian Albrecht von Schleswig Holstein-Gottorf mit dem König Christian V. von Dänemark und Norwegen verfasste er mehrere Staatsschriften. Als Anhänger der juristischen Auffassung von Hugo Grotius war er ein Gegner des Samuel von Pufendorf und gilt als einer der ersten Mitgestalter der Lehre des Natur- und Völkerrechts.

## Schriften
- De offciis: libri tres. 1668 (Google books).
- Aristotelis Ethicorum ad Nicomachum libri decem cum Dionysii Lambini versione latina, accesserunt huic editioni loca parallela ex Magnis moralibus, Eudemiis, Politicis, Rhetoricisque libris Praemissa est in universam Aristotelis philosophiam moralem introductio. Helmstedt 1660 (Google books), 1672.
- Tractatus de duellis. 1670 (Google books).
- Introductio ad jus publicum Germanicum. Amsterdam 1680 (Google books) und 1685.
- Institutionum jurisprudentiae libri IV. Kiel 1681.
- De jure naturae et gentium. Kiel 1676, Washington 1916.
- De Principio Actionum Moralium Liber, In Septem Disputationes publico in Academia Julia examini submissas dispertitus. Müller, Helmstedt 1664. (Digitalisat)
- M. T. Cicero: De ofliciis libri tres et in illos Samuclis Rachelii J.U.D. (…) Commentarius. Frankfurt am Main und Kiel 1668, Amsterdam 1686.
- Ausführlich, in der Theologie und denen Rechten wohl-begründetes Bedencken über zwo Haupt-Fragen: 1. Ob die gewaltsame Occupirung d. Hertz. Schlew︣ig … d. 30. May a. 1684 jure belli oder sonsten könne justificirt u. behauptet werden? 2. Was von der Eydesleistung … 1685 (Google books),
- Ciceronis de officiis cum comm. philosophico-juridico. Helmstedt 1661, 1668, 1686.
- Wahrhafter Bericht desjenigen, was zwischen ihrer königl. Majestät zu Dennemark und des mitregierenden Herzogs zu Gottorf hochfürstlicher Durchlauchtigkeit a. 1675 zu Rendsburg und nachgehens vorgekommen. 1677.
- Apologia causae et scriptorum Gottorfiensium. 1679.